# Netmarble Games
Netmarble Games (en hangul, 넷마블게임즈) es una distribuidora de videojuegos surcoreana. A partir de 2015, contaba con más de 3.000 empleados y operaba en más de 120 países de todo el mundo. Netmarble ganó $900 millones en beneficios en 2015. La empresa espera ganar $1.1 miles de millones de dólares al cierre del año fiscal 2016. [cita requerida]
Netmarble ha desarrollado juegos para móviles, incluyendo Seven Knights, Raven (Evilbane en Estados Unidos) y Everybody's Marble. También posee un gran paquete accionarial en SGN, un desarrollador de juegos casuales, y cuenta con una alianza estratégica con CJ E&M Corporation.[cita requerida] Desde 2015, la empresa tiene la licencia de Disney que le permite producir juegos como Marvel Future Fight (2015), Disney Magical Dice (2016), y Star Wars: Force Arena
 (2017).

En abril de 2018, Netmarble Games adquirió el 25.71% de Big Hit Entertainment, la agencia de la megaestrella coreana BTS, convirtiéndose en su segundo mayor accionista.
A 2025, los accionistas de Netmarble eran Bang Jun-hyuk (24,12%), CJ ENM (16,78%), Tencent (a través de su filial Han River Investment) (17,52%), NCsoft (6,8%), National Pension Service (5,12%) y otros (29,66%).

## Juegos
- Assault Gear
- Blossom Party
- Destiny6
- Disney Magical Dice
- District 187: Sin Streets
- Dragon Ball Online (드래곤볼 온라인)
- Dragon Striker
- Everybody's Marble (모두의마블)
- BTS World
- BTS Story
- Firstborn: Kingdom Come
- Fishing Strike
- Grandchase (그랜드체이스)
- GunZ: The Duel (건즈 더 듀얼)
- Koongya Heroes
- Legend of Edda
- LINE's Get Rich

- Lineage 2: Revolution
- Magic Cat Story
- Marvel: Future Fight
- Mini Fighter
- Naughty Monster Party
- OZ Chronicle
- Prius Online
- Raven (레이븐) (Evilbane en Estados Unidos)
- Queen's Blade (Scarlet Blade en Europa y América)
- SD Gundam Capsule Fighter
- Seven Knights (세븐나이츠)
- SoulKing
- Star Wars: Force Arena
- StoneAge (스톤에이지)
- The King of Fighters All-Star
- The Seven Deadly Sins The Grand Cross
- Uncharted Waters Online
- WonderKing Online
- YS Online
- Solo Leveling(En desarrollo)